# Georg von Zitzewitz
Georg Werner Friedrich Wilhelm Ernst von Zitzewitz (* 6. März 1892 auf Gut Muttrin; † 20. März 1971 in Hannover) war ein deutscher Offizier, Gutsbesitzer und Politiker (DNVP).

## Leben und Beruf

Wappen derer von Zitzewitz

Georg von Zitzewitz wurde als Sohn des Gutsbesitzers und königlich preußischen Landschaftsdirektors Friedrich-Karl von Zitzewitz geboren. Nach dem Besuch des Gymnasiums in Stolp und dem Abitur am Gymnasium der Ritterakademie Brandenburg schlug er eine Offizierslaufbahn ein. Er wurde 1911 Leutnant im Kürassier-Regiment „Königin“ (Pommersches) Nr. 2 in Pasewalk und nahm als Soldat am Ersten Weltkrieg teil. 1919 schied er als Rittmeister aus der Reichswehr aus.
In den folgenden Jahren wirkte Zitzewitz als Rittergutsbesitzer in Groß Gansen (Landkreis Stolp). Nach dem Zweiten Weltkrieg siedelte er nach Westdeutschland über, ließ sich in Kletkamp nieder und war dort als Landwirt tätig. Georg von Zitzewitz starb am 20. März 1971 in Hannover.
Georg von Zitzewitz war seit 1919 mit der Tochter des Juristen und Gutsherrn Friedrich von der Marwitz und seiner Frau Margarethe von Flemming, mit Elsbeth von der Marwitz (* 1898; † 1979) verheiratet. Das Ehepaar hatte drei Söhne und eine Tochter.

## Partei
Zitzewitz trat nach der Novemberrevolution in die DNVP ein und wurde zum Landesvorsitzenden der Deutschnationalen in Pommern gewählt. Nach 1945 schloss er sich der FDP an.

## Abgeordneter
Zitzewitz war 1932/33 Mitglied des Preußischen Landtages. Bei der Reichstagswahl im März 1933 wurde er über die Kampffront Schwarz-Weiß-Rot in den Deutschen Reichstag gewählt, dem er bis November 1933 angehörte. Im Parlament vertrat er den Wahlkreis Pommern.